# جيمس هيريوت
جيمس ألفريد وايت والشهير بـجيمس هيريوت (بالإنجليزية: James Herriot)‏ (ولد في 3 أكتوبر 1916 - 23 فبراير 1995) كان جراح وطبيب بيطري بريطاني، حائز على رتبة الإمبراطورية البريطانية وعضو الكلية الملكية للجراحين البيطريين، استفاد من سنواته العديدة كطبيب بيطري وتجاربه لكتابة سلسلة من الكتب تتحدث عن قصص الحيوانات وأصحابها. اشتهر بأعمال شبه سيرة ذاتية، بدءا من فقط إذا كانوا يستطيعون الكلام في عام 1970، والذي أنتج سلسلة من الأفلام والمسلسلات التلفزيونية.

## روابط خارجية
- جيمس هيريوت على موقع IMDb (الإنجليزية)
- جيمس هيريوت على موقع الموسوعة البريطانية (الإنجليزية)
- جيمس هيريوت على موقع ميوزك برينز (الإنجليزية)
- جيمس هيريوت على موقع إن إن دي بي (الإنجليزية)
- جيمس هيريوت على موقع قاعدة بيانات الفيلم (الإنجليزية)